# Аксарино (Мариинско-Посадский район)
Акса́рино (чув. Аксарин) — деревня в Мариинско-Посадском муниципальном округе Чувашской Республики. В 2004–2023 годах являлась административным центром Аксаринского сельского  поселения. С 2023 года в ней располагается администрация  Аксаринского территориального отдела. 

## География
Деревня находится в северо-восточной части Чувашии, в пределах Чувашского плато, в зоне хвойно-широколиственных лесов, вблизи истока реки Кинерки, на расстоянии примерно 21 километра (по прямой) к юго-востоку от города Мариинский Посад, административного центра района. Абсолютная высота — 147 метров над уровнем моря.

### Часовой пояс
Деревня Аксарино, как и вся Чувашия, находится в часовой зоне МСК (московское время). Смещение применяемого времени относительно UTC составляет +3:00.

## Население
| 2010 | 2012 |
| ---- | ---- |
| 577  | ↗619 |

### Половой состав
По данным Всероссийской переписи населения 2010 года в гендерной структуре населения мужчины составляли 49,2 %, женщины — соответственно 50,8 %.

### Национальный состав
Согласно результатам переписи 2002 года, в национальной структуре населения чуваши составляли 99 % из 693 чел.